# Nestoriánství

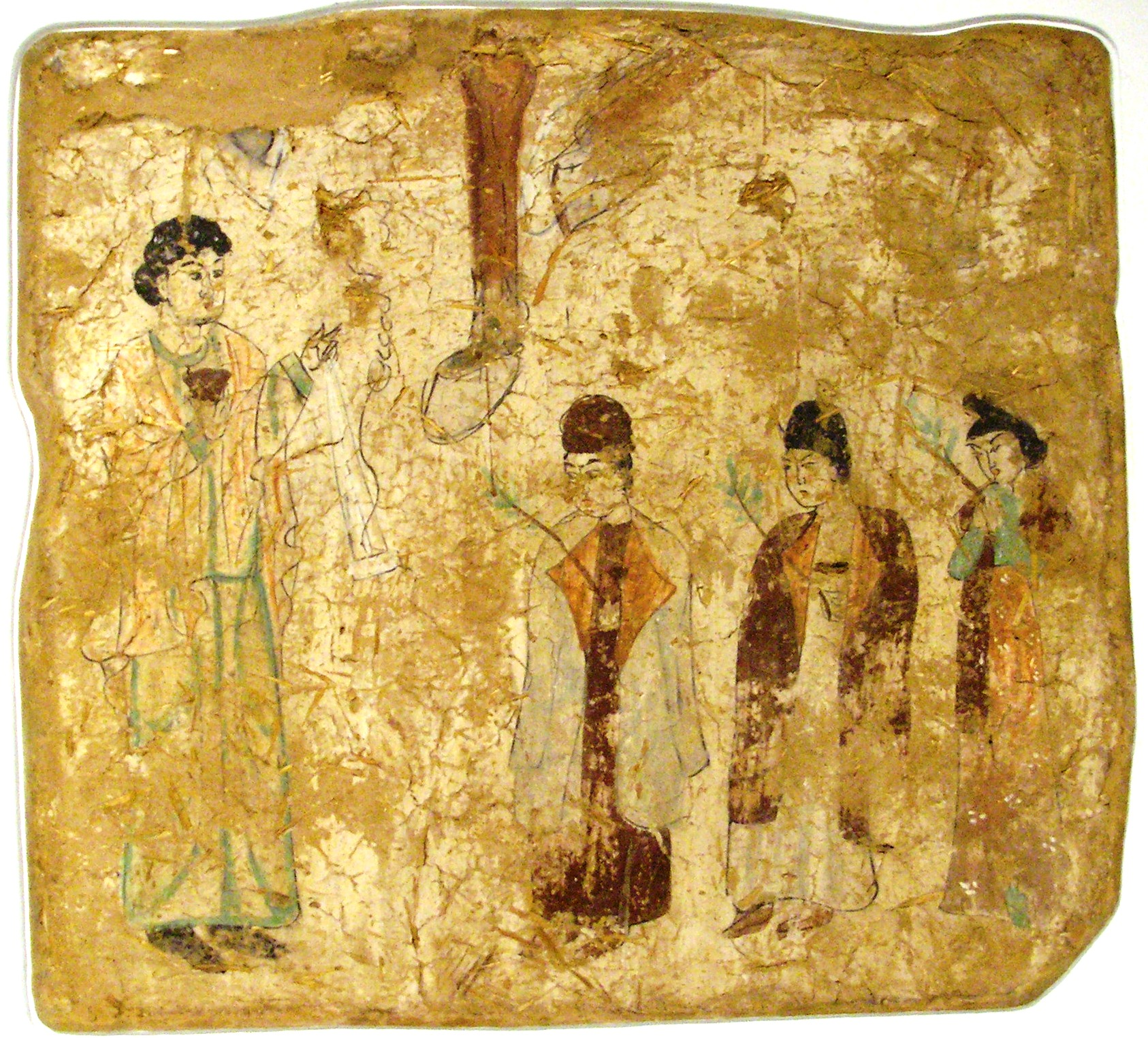
Nestoriánští kněží během Květné neděle na nástěnné malbě ze 7. nebo 8. století v západní Číně

Nestoriánství či nestorianismus je christologická nauka pojmenovaná po Nestoriovi, který byl odsouzen roku 431 na Efezském koncilu.

## Vznik
Nestoriáni – Asyrská církev Východu patří do skupiny starobylých východních církví, které se v pátém století oddělily od většinové oficiální říšské církve a vydaly se samostatnou cestou. Do této skupiny dále patří Syrská pravoslavná církev, Koptská pravoslavná církev, Etiopská pravoslavná církev, Arménská apoštolská církev a Pravoslavná církev Indie. Tyto církve neuznaly výsledky 4. ekumenického koncilu v Chalkedonu – užívá se pro ně též názvu církve předchalkedonské. Vznik těchto církví je výsledkem christologických sporů během 4. a 5. století, kdy se církev pokoušela formulovat vyznání víry podle antických kategorií. Souborné označení církví – hé orthodoxos anatoliké ekklésia. Výraz orthodoxos je zde chápán v souvislosti s řeckým doxa, sláva.

## Popis nauky
Na rovině dogmatické byl veden spor o vzájemný poměr dvou přirozeností Kristových, božské a lidské: v jakém smyslu byl Ježíš Kristus zároveň Bůh a zároveň člověk. Teologická škola antiochejská, jejímž žákem byl Nestorios, patriarcha Konstantinopolský (428-431), rozlišovala božskou – Logos (slovo) a lidskou stránku Ježíše až k hranici její oddělitelnosti – dyofyzitismu. Na straně druhé stála teologická škola alexandrijská, mezi jejíž představitele patřil patriarcha Cyril Alexandrijský, která byla názoru, že spojení obou je tak těsné, že je možné hovořit jen o jedné přirozenosti, a to boholidské. Mluvil o fyzickém sjednocení a o jedné přirozenosti Logu, které se stalo tělem. Cyrilovu nauku následně rozvinul Eutychés, opat kláštera u Konstantinopole, který spojoval obě přirozenosti navzájem tak, že lidská přirozenost byla božskou úplně pohlcena; tato nauka se označuje jako monofyzitismus.
Cyril napadl Nestoria v listě egyptským biskupům o Velikonocích roku 429, ujistil se podporou papeže Celestina I. (422–432) a sestavil 12 anathematismů, které poslal jménem papeže Nestoriovi s výzvou, aby odvolal. Nestorios však sepsal 12 protianathematismů a získal na svou stranu byzantského císaře Theodosia II. (408–450), jehož přiměl, aby spolu se západořímským císařem Valentinianem II. (425–455) svolal koncil. Teprve Chalkedonský koncil v roce 451 nalezl formuli, v níž je Kristus označen jako jediný ve dvou přirozenostech nesmíšeně, neproměnně, nerozděleně a nerozlučně (asyntychós, atreptós, adiairetós, achóristós).
Nestorios viděl v Cyrilově nauce o jedné přirozenosti vtěleného Slova nebezpečí dokétismu a manicheismu. Spor měl být ukončen na 3. ekumenickém koncilu v Efezu, byl však obrácen na otázku mariologickou: porodila Ježíšova matka Boha (byla Theotokos), nebo člověka (byla Anthropotokos)? Nestorios vystoupil proti mariánskému titulu Theotokos, aby zdůraznil, že Maria neporodila božství, nýbrž člověka spojeného s božstvím. Vyvodil z toho závěr, že Maria by měla být nazývána Kristorodičkou - Christotokos.

## Efezský koncil
Třetí ekumenický koncil se sešel v Efezu na popud císaře Theodosia II. dne 22. června 431. Při zahajovacím jednání Nestorios a jeho přívrženci nebyli přítomni. Cyril Alexandrijský dal přečíst dogmatický list, který sepsal o hypostatické jednotě obou přirozeností v Kristu. Sto devadesát přítomných biskupů jej schválilo a podepsalo odsouzení Nestoria. Tím byl přijat titul Theotokos. Po několika dnech se dostavilo 43 antiochijských biskupů, kteří ustavili protisněm. Posléze zakročil císař a Nestorios i Cyril byli zatčeni. Nakonec se Cyril směl vrátit do Alexandrie, avšak Nestorios byl poslán do vyhnanství, kde kolem r. 451 zemřel. Jeho stoupenci založili církev, o jejíž síle svědčí živé mnišství, významná teologie školy v Seleukii a Nisibis. V 16. století se velké části nestorianismu sjednotily s Římem (chaldejští a malabarští křesťané).

## Nestoriánské církve

### Zapojení asyrské církve
Pojmem asyrská církev Východu označujeme skupiny syrských křesťanů v perské říši, kteří se v roce 410 prohlásili za nezávislou církev Východu pod jurisdikcí vlastního patriarchy se střediskem v perském hlavním městě Seleukii. Teprve v roce 486 se přihlásili k učení Nestoriovu. Prostřednictvím misijní činnosti se nestoriánství rychle šířilo ze střední Asie dále na východ. V době svého rozkvětu měli nestoriáni dvacet pět metropolí. Vnesli křesťanství do Číny, na Jávu a do Indie, kde byli označováni jako Tomášovi křesťané. Pečovali o rozvoj kultury a vzdělanosti. Zasloužili se o uchování a předání antické vzdělanosti arabskému světu a jeho prostřednictvím středověké Evropě Ve střední Asii řada mongolských a turkických kmenů až po Bajkal na východní Sibiři konvertovala k nestoriánství. Ve 14. století bylo nestoriánství téměř vymýceno Tímúrovým pronásledováním a islamizací středoasijských národů. Dnes většina jeho příslušníků žije v Sýrii, Iráku, Íránu a Turecku.

### Nestoriánství v Číně

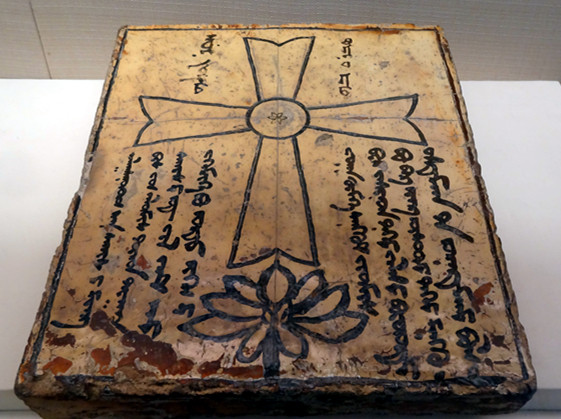
Nestoriánský epitaf s nestoriánským křížem z Číny dynastie Jüan

Počáteční nestoriánská církev se setkala s thangským císařem Tchaj-cungem zásluhou úsilí křesťanského misionáře Alopena v roce 635, který spolu se syrskými misionáři přišel do Číny z Daqinu (čínské pojmenování Východořímské říše nebo Sýrie). Nauka byla zkoumána a následně schválena císařským ediktem umožňujícím její šíření po celé říši. Na počest úspěchů této komunity byla 7. ledna 781 v tehdejším hlavním městě Čchang-anu vztyčena nestoriánská stéla. Během vlády císaře Wuzonga kolem roku 845 proběhly proticizinecké a protináboženské kampaně, které postihly s nestoriány i buddhisty a zoroastriány. V té době přebývalo v klášterech na tři tisíce nestoriánských mnichů. Nestoriánství tyto represe přežilo a úspěšně se aklimatizovalo v novém kulturním prostředí. Absorbovalo řadu buddhistických i taoistických myšlenek a symboliky (např. symbol kříže vyrůstajícího z lotosu). V průběhu čínských dějin nestoriánství splývá s místními tradicemi a zaniká. Posledním úderem je mu islamizace severovýchodních kmenů a uzavření zdroje odkud do Číny kdysi po Hedvábné stezce dorazilo.

### Moderní nestoriánství
S rozvojem orientalistiky a vlivem nových objevů postupně dochází k přehodnocení pohledů na Nestoriovu nauku. V oblasti pohoří Hakkari roku 1895 objevil americký misionář v knihovně nestoriánského patriarchy rukopis ze 16. století obsahující kopii textu psaného Nestoriem. Syrský překlad spisu nesl název Bazár Hérakleidův.
V textu Nestorios odmítá herezi, ze které je obviněn. Jeho popis Krista se podobá formuli Chalkedonského koncilu.
V antropologii je zvláštností nestoriánů odmítání dědičného hříchu: každý hřích je otázkou osobního selhání. Zvláštní úctu prokazují Panně Marii nazývané Christotokos. Svátostí je sedm: křest, eucharistie, svěcení kněží, odpuštění hříchů, svěcení kvasu, svěcení oleje a kříže. Bohoslužebnou řečí je stará východosyrština. Uplatňuje se jen vokální hudební projev a chrámový prostor je zdoben pouze křížem. V Apoštolské církvi Východu byla zavedena dědičnost úřadu patriarchy - zpravidla přechází ze strýce na synovce, neboť patriarcha je vázán celibátem. Také biskupové, původně volení klérem své diecéze a potvrzovací aklamací lidu, předávají svůj úřad příbuzným.
Mezníkem v moderních dějinách asyrské církve se stala tzv. asyrská genocida. V roce 1915 došlo v důsledku konfliktu mezi Osmanskou říší (tzv. mladoturky) a Ruskem ke genocidě příslušníků asyrské církve. Bylo zničeno klášterní město Kodshanes na jihovýchodním úpatí pohoří Hakkari a centrum nestoriánství v Urmihu (Ázerbájdžán). Asyřané vyhlásili téhož roku Osmanské říši válku. Po stažení ruských jednotek v roce 1917 hledali Asyřané pomoc u Britů v Iráku. Hlad, epidemie a válečné útrapy si vyžádaly život každého třetího Asyřana – na konci první světové války jich žilo už jen 50 000, přičemž z kněží a biskupů nepřežil téměř nikdo.
Dalším mezníkem se stal masakr nestoriánských Asyřanů v meziválečném Iráku v městečku Simel, nacházejícím se v iráckém Kurdistánu na trase mezi Mosulem a Zacho, a v třiašedesáti osadách v Dohúckém a Mosulském distriktu v období ode dne 7. do 11. srpna 1933. Počet obětí genocidy je odhadován na 600 (britský odhad podle Ronalda Stafforda) až 3 000 (asyrský odhad). Mnoho Asyřanů v roce 1933 emigrovalo do francouzské Sýrie, zemi opouštěli po krátkodobém pobytu v uprchlickém táboře v Mosulu. Dne 7. září roku 1933 byl nestoriánský patriarcha donucen k emigraci ze země, vzdání se iráckého občanství a byl se svou rodinou přepraven na Kypr, odkud se přesunul do USA. Vlivem migrace vznikla početná skupina nestoriánů v USA, část jich odešla do Argentiny. Církev má v současnosti dva patriarchy - jeden žije v Morton Grove v Illinois ve Spojených státech a druhý sídlí v Bagdádu v Iráku. Dnes má nestoriánská církev v Iráku, Íránu a Sýrii asi 80 000 stoupenců, 5 000 v Indii a 25 000 v Americe. Podle jiných údajů má celosvětově asi 400 tisíc věřících - viz Asyrská církev Východu.